# Svinesundsforbindelsen
Svinesundsforbindelsen AS är en norsk vägtullsoperatör som ägs av Norges vägmyndighet Statens Vegvesen Vegdirektoratet. Företaget bildades 1 december 2002 och har huvudkontor i Oslo. Svinesundsforbindelsen AS har som uppgift att finansiera Norges andel av Svinesundsförbindelsen mellan Norge och Sverige. 15 mars 2021 upphörde avgiften, och vägtullsoperatören Svinesundsforbindelsen AS avvecklades.

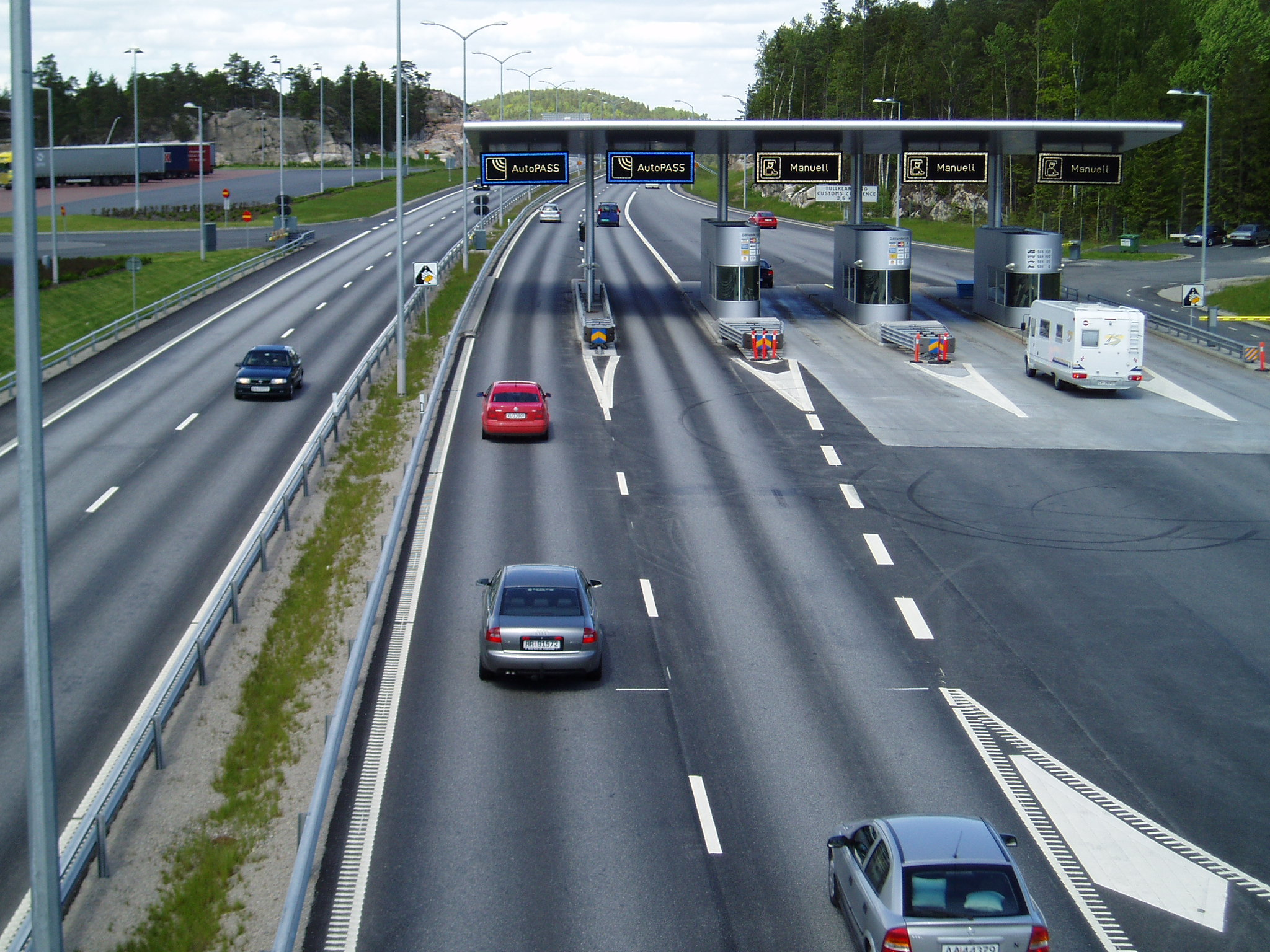

Svinesundsförbindelsen omfattar 2 km ny motorväg på svensk sida, 4,3 km motorväg på norsk sida och den 700 m långa bron Svinesundsbron däremellan.

## Historia
Sedan 1 juli 2005 är såväl Svinesundsbron som Gamla Svinesundsbron avgiftsbelagda. Svinesundsforbindelsen använder det norska betalsystemet Autopass, och innehavare av giltig Autopass eller annan Easygo-transponder (till exempel Brobizz) får 13% rabatt. Avgiften per passage är 20 NOK (22 SEK) för lätta fordon och 100 NOK (109 SEK) för tunga fordon.
Regeringen Solberg har föreslagit en vägtullsreform med fyra delar - minskning av antal vägtullsoperatörer, att frånskilja utställar-/betalningsförmedlingsrollen från vägtullsoperatörerna, ett räntekompensationssystem för lån till vägtullsprojekt och en förenkling av avgiftsklass och rabattsystemet. Svinesundsförbindelsen som är ett gemensamt projekt mellan norska och svenska myndigheter regleras av ett eget avtal och hålls för närvarande utanför reformen. Den 23 september 2019 undertecknas ett reviderat avtal mellan Norge och Sverige. Förändringarna gäller ändring av avgiftsklass och fordonskategorier och avskaffande av tilläggsavgift om avgiften inte betalas i tid.